# Скрантон (Айова)
Скрантон (англ. Scranton) — місто (англ. city) в США, в окрузі Грін штату Айова. Населення — 511 особа (2020).

## Географія
Скрантон розташований за координатами 42°1′9″ пн. ш. 94°32′57″ зх. д. / 42.01917° пн. ш. 94.54917° зх. д. (42.019088, -94.549055).  За даними Бюро перепису населення США в 2010 році місто мало площу 4,86 км², уся площа — суходіл.

## Демографія
Згідно з переписом 2010 року, у місті мешкало 557 осіб у 238 домогосподарствах у складі 143 родин. Густота населення становила 115 осіб/км².  Було 267 помешкань (55/км²).
Расовий склад населення:
| - 96,4 % — білих - 0,2 % — вихідців з тихоокеанських островів - 2,7 % — осіб інших рас |

До двох чи більше рас належало 0,7 %. Частка іспаномовних становила 2,9 % від усіх жителів.
За віковим діапазоном населення розподілялося таким чином: 23,2 % — особи молодші 18 років, 56,7 % — особи у віці 18—64 років, 20,1 % — особи у віці 65 років та старші. Медіана віку мешканця становила 43,2 року. На 100 осіб жіночої статі у місті припадало 104,8 чоловіків;  на 100 жінок у віці від 18 років та старших — 109,8 чоловіків також старших 18 років.
Середній дохід на одне домашнє господарство  становив 47 666 доларів США (медіана — 43 929), а середній дохід на одну сім'ю — 57 849 доларів (медіана — 50 962). За межею бідності перебувало 14,6 % осіб, у тому числі 26,4 % дітей у віці до 18 років та 7,3 % осіб у віці 65 років та старших.
Цивільне працевлаштоване населення становило 273 особи. Основні галузі зайнятості: виробництво — 36,6 %, освіта, охорона здоров'я та соціальна допомога — 11,4 %, роздрібна торгівля — 9,2 %, транспорт — 7,3 %.